# 卡德里奥
卡德里奥是爱沙尼亚首都塔林中城区内的小区。面积2.56平方公里，人口5,263人（2018年1月1日）。
卡德里奥位于塔林市中心以东，拥有彼得大帝的行宫卡德里奥宫，以及爱沙尼亚总统府。

## 图片

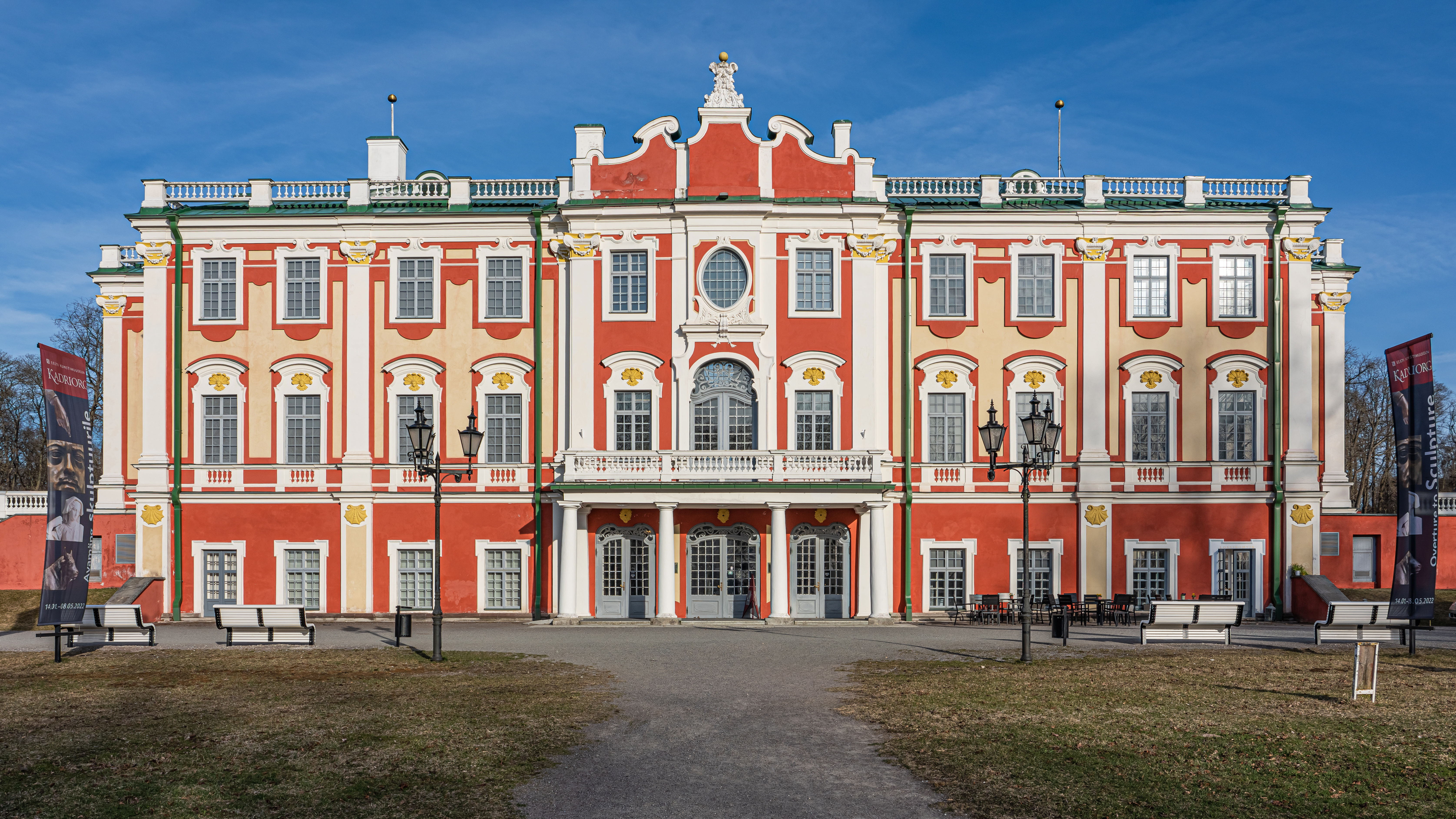
卡德里奥宫
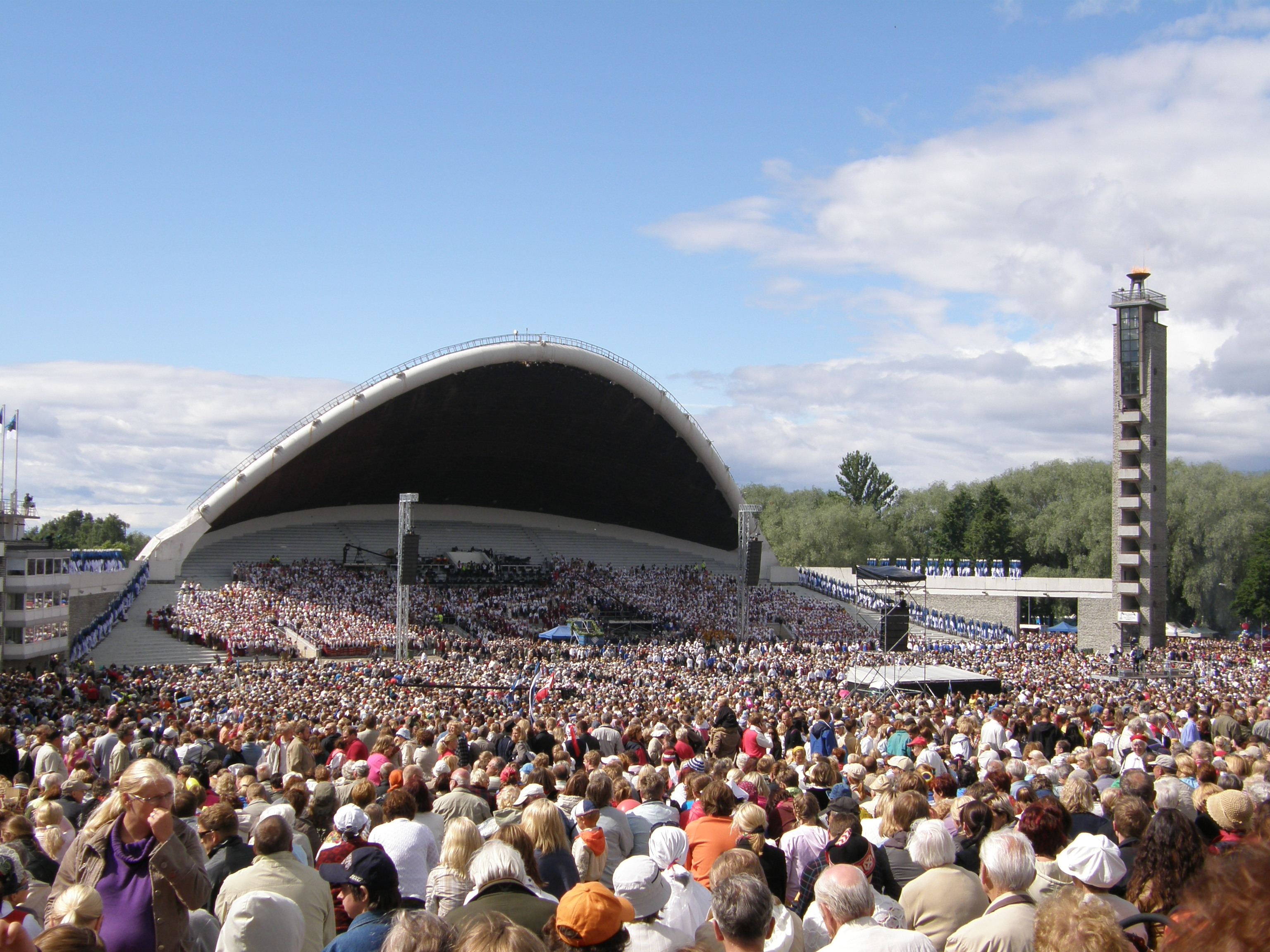
歌咏节
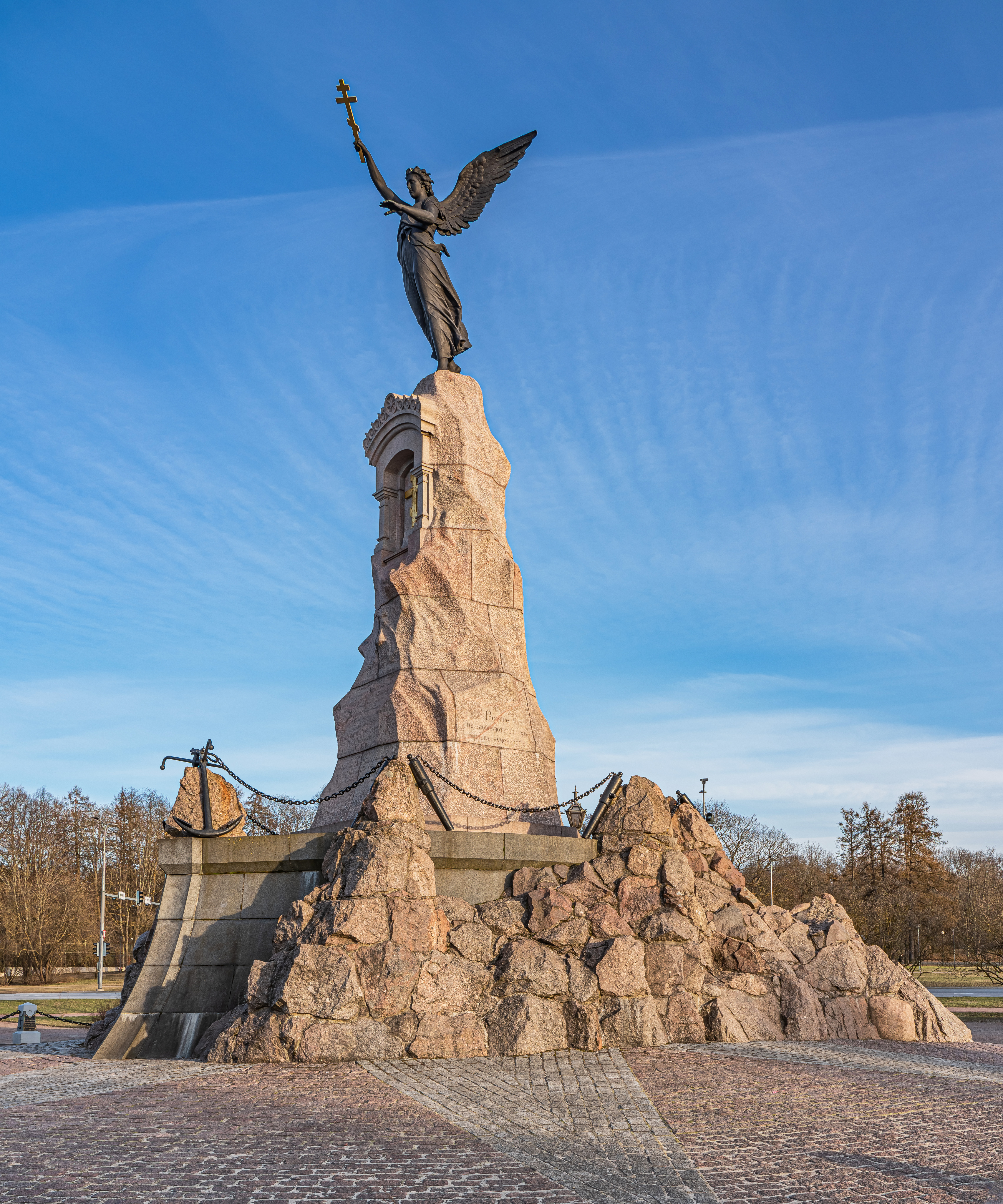
俄罗斯露莎卡战舰纪念碑